# Coxelus punctatus
Coxelus punctatus is een keversoort uit de familie somberkevers (Zopheridae). De wetenschappelijke naam van de soort werd in 1910 gepubliceerd door Thomas Broun.